# Daude de Prada

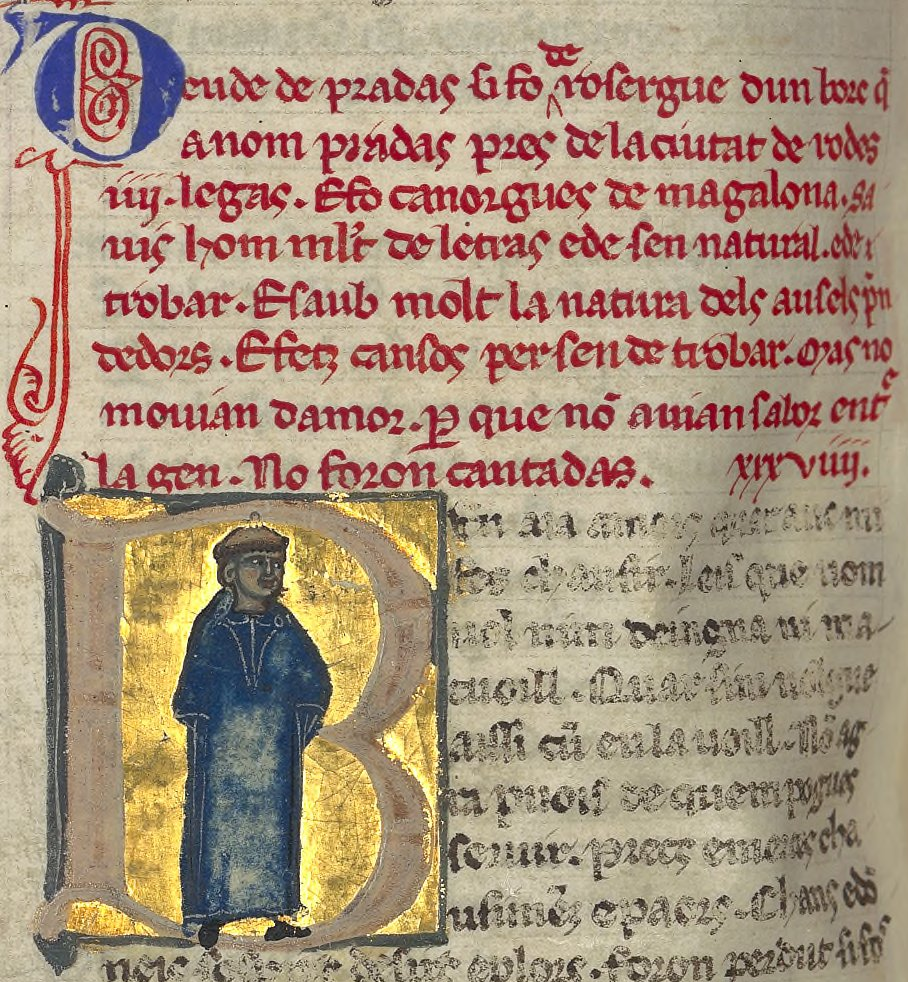
BnF ms. 12473 fol. 96v; cançoner K

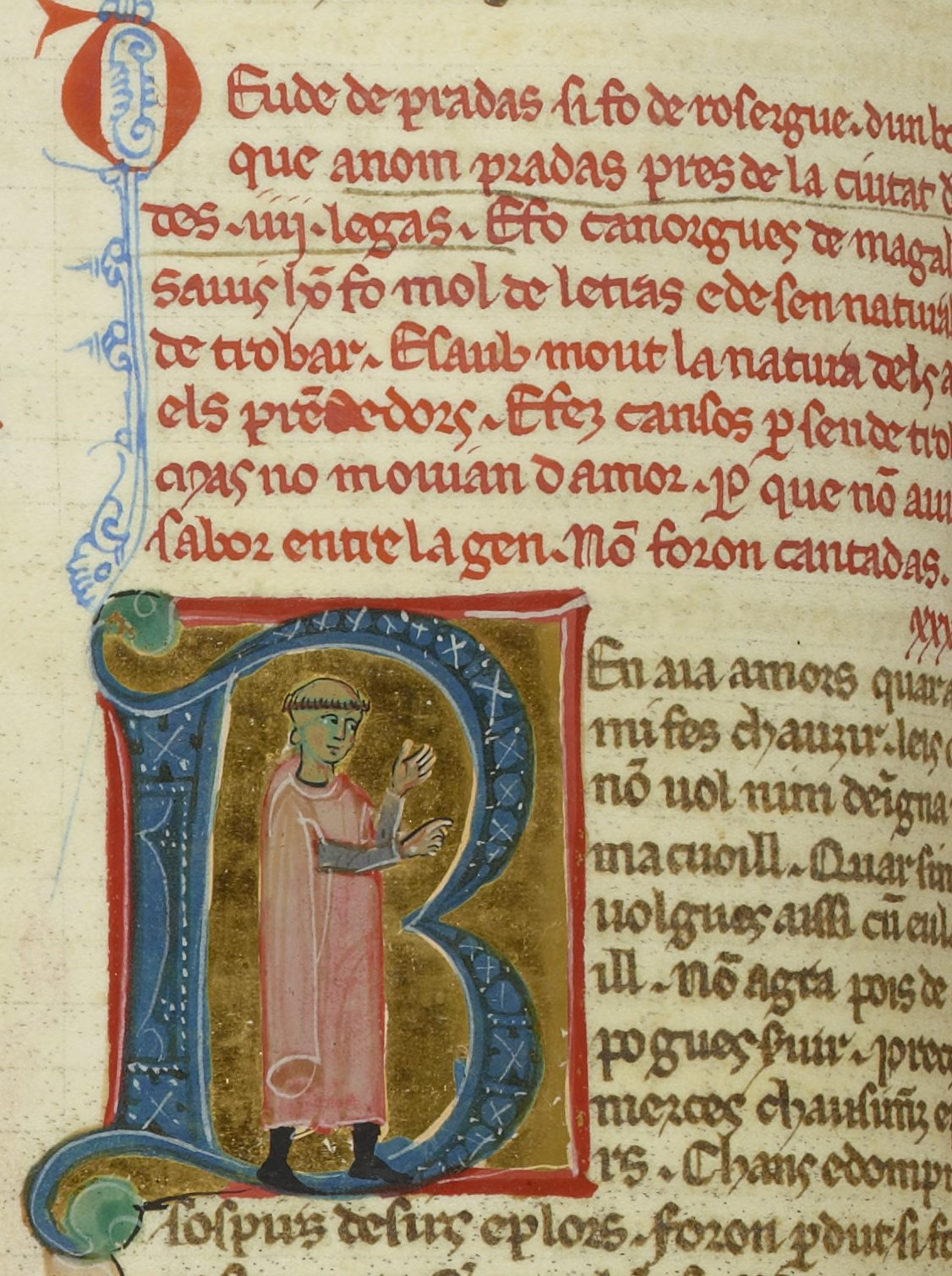
BnF ms. 854 fol. 111v; cançoner I

Dauder de Prada (primera meitat del segle xiii) fou un trobador occità medieval, nascut a Prada de Salars. Eclesiàstic a Rodés (Roergue), fou un personatge important durant la Croada albigesa, testimoni de les actes formalitzades entre el bisbe de Rodés (de qui era vicari general i jutge subdelegat) i Simó de Montfort.
Fou un trobador amb expressió amorosa d'una simplicitat que no comprometen mai l'home i que parla dels amants com si fossin una categoria social, cançons al marge del trobar clus o lèu. Se'n conserven 19 poesies (entre elles, un planh per Uc Brunenc) i el tractat de falconeria Dels ausèls caçadors (3792 versos), així com una obra moral intitulada Honestatz es e cortesia, sobre les quatre virtuts cardinals i dedicada al bisbe Esteve del Puè de Velai, cosa que permet datar-lo de 1220-30.
Es conserva la música de 124,5 Belha m'es la votz autana en el cançoner W.